# سیارک ۲۱۹۶۲
سیارک ۲۱۹۶۲ (به انگلیسی: 21962 Scottsandford، نامگذاری:1999VS203) بیست و یک هزار و نهصد و شصت و دومین سیارک کشف شده‌است که در ۹ نوامبر ۱۹۹۹ کشف شد.
قدر مطلق سیارک برابر ۱۷.۸ است.